# ヒア・アンド・ナウ (ルーサー・ヴァンドロスの曲)
「ヒア・アンド・ナウ」（Here and Now）は、ルーサー・ヴァンドロスの楽曲である。1989年9月27日にエピック・レコードからシングルとして発売された。作詞作曲はテリー・スティールとデヴィッド・L・エリオットの共作。『ビルボード』誌のHot Black Singlesで第1位を獲得し、Hot 100で最高位6位を記録した。
1997年、リチャード・エリオットがアルバム『ジャンピン・オフ』でカバーした。

## 評価
『ミュージック・ウィーク』誌のデヴィッド・ジャイルズは、「ヴァンドロスの熱狂的なファンたちはこの曲を喜んで受け入れるだろう」としつつ、「（すでにチャートの下位に入っているものの）このよくある幻想的で肉感的なバラードが、ロマンティックなソウルのマエストロとしてのスタイルにおける飛躍的な進歩を象徴することは望めない」と評した。
「ヒア・アンド・ナウ」は、第33回グラミー賞で最優秀R&Bボーカル・パフォーマンス（男性）賞を受賞した。

## クレジット
※出典
ミュージシャン
- ルーサー・ヴァンドロス – ボーカル
- ナット・アダレイ・ジュニア – シンセサイザー
- ジェイソン・マイルズ – プログラミング（シンセサイザー）
- ドク・パウエル – ギター
- ポール・ジャクソン・ジュニア – ギター
- パウリーニョ・ダ・コスタ – パーカッション
- イヴァン・ハンプテン – ドラム（オーバー・ダビング）
- シシー・ヒューストン – バックグラウンド・ボーカル
- タワサ・アジ – バックグラウンド・ボーカル
- ブレンダ・ホワイト – バックグラウンド・ボーカル
- リサ・フィッシャー – バックグラウンド・ボーカル
- フォンジー・ソーントン – バックグラウンド・ボーカル
- ポーレット・マクウィリアムズ – バックグラウンド・ボーカル

制作
- テリー・スティール – 作詞作曲
- デヴィッド・L・エリオット – 作詞作曲
- ナット・アダレイ・ジュニア – 編曲
- ルーサー・ヴァンドロス – プロデュース
- マーカス・ミラー – プロデュース
- レイ・バルダニ – エンジニア、ミキシング

## チャート成績

### 週間チャート
| チャート (1989年 - 1990年)        | 最高位 |
| --------------------------------- | ------ |
| ヨーロッパ (Eurochart Hot 100)    | 100    |
| UK シングルス (OCC)               | 43     |
| US Billboard Hot 100              | 6      |
| US Adult Contemporary (Billboard) | 3      |
| US Hot Black Singles (Billboard)  | 1      |

### 年間チャート
| チャート (1990年)                 | 順位 |
| --------------------------------- | ---- |
| US Billboard Hot 100              | 43   |
| US Adult Contemporary (Billboard) | 14   |
| US Hot R&B Singles (Billboard)    | 36   |

## 認定
| 国/地域                          | 認定 | 認定/売上数 |
| -------------------------------- | ---- | ----------- |
| アメリカ合衆国 (RIAA)            | Gold | 500,000     |
| 認定のみに基づく売上数と再生回数 |      |             |